# Vera&John
Vera&John (o Vera&Juan para el mercado de América del Sur) es un casino en línea con sede en Malta. Vera&John está gestionado por Dumarca Gaming Ltd, cuya sociedad matriz, Dumarca Holdings PLC, fue adquirida por Intertain Group Ltd en 2015. Intertain Group Ltd cotiza en la Bolsa de Valores de Toronto. Vera&John está autorizada y regulada por la Autoridad de Juegos de Azar de Malta y por la Comisión del Juego del Reino Unido. Vera&John fue creado por Jörgen Nordlund, conocido anteriormente por fundar Maria Bingo, que fue comprado por Unibet por 54 millones de libras esterlinas en 2007.

## Breve historia
- 2010 - Se pone en marcha el casino Vera&John, dirigido principalmente al mercado escandinavo, con juegos de Betsoft, Microgaming y NYX Gaming.
- 2011 - Se añaden a la oferta de juegos del Vera&John los de Net Entertainment.
- 2013 - Los juegos de Yggdrasil Gaming, disponibles también en el casino Vera&John.[5]
- 2014 - Vera&John afirma ser el primer casino en línea regulado que acepta bitcoins como opción de pago, aunque la suspende 3 meses más tarde.[6][7]
- 2015 - Vera&John es adquirida por Intertain Group Ltd por un máximo de 89,1 millones de €.[8]